# Домашний чемпионат Великобритании 1946/1947
Домашний чемпионат Великобритании 1946/47 (англ. 1946–47 British Home Championship) — пятьдесят второй розыгрыш Домашнего чемпионата, футбольного турнира с участием сборных четырёх стран Великобритании (Англии, Шотландии, Уэльса и Ирландии). Стал первым официальным розыгрышем Домашнего чемпионата с 1939 года (впоследствии соревнование не проводилось в связи с войной, а розыгрыш сезона 1945/46 считается неофициальным). Победу в турнире одержала сборная Англии.
Турнир начался 28 сентября 1946 года в Белфасте, когда сборная Ирландия была разгромлена сборной Англии со счётом 2:7. В октябре валлийцы в Рексеме обыграли шотландцев со счётом 3:1. В ноябре Англия в Манчестере разгромила Уэльс со счётом 3:0, а Шотландия сыграла безголевую вничью с Ирландией. В апреле 1947 года сборные Англии и Шотландии в Лондоне сыграли вничью со счётом 1:1, а сборная Ирландии обыграла сборную Уэльса со счётом 2:1.

## Турнирная таблица
| Поз | Команда    | И | В | Н | П | МЗ | МП | РМ | О |
| --- | ---------- | - | - | - | - | -- | -- | -- | - |
| 1   | Англия (Ч) | 3 | 2 | 1 | 0 | 11 | 3  | +8 | 5 |
| 2   | Ирландия   | 3 | 1 | 1 | 1 | 4  | 8  | −4 | 3 |
| 3   | Уэльс      | 3 | 1 | 0 | 2 | 4  | 6  | −2 | 2 |
| 3   | Шотландия  | 3 | 0 | 2 | 1 | 2  | 4  | −2 | 2 |

## Результаты матчей
| Ирландия        | 2:7     | Англия                                                                  |
| --------------- | ------- | ----------------------------------------------------------------------- |
| Локхарт 70′ 88′ | (отчёт) | - Картер 1′ - Мэннион 7′ 28′ 61′ - Финни 60′ - Лоутон 80′ - Лангтон 83′ |

| Уэльс                                      | 3:1     | Шотландия          |
| ------------------------------------------ | ------- | ------------------ |
| - Джонс 52′ - Форд 79′ - Стивен 88′ (авт.) | (отчёт) | Уодделл 49′ (пен.) |

| Англия                        | 3:0     | Уэльс |
| ----------------------------- | ------- | ----- |
| - Мэннион 8′ 76′ - Лоутон 40′ | (отчёт) |       |

| Шотландия | 0:0     | Ирландия |
| --------- | ------- | -------- |
|           | (отчёт) |          |

| Англия     | 1:1     | Шотландия    |
| ---------- | ------- | ------------ |
| Картер 56′ | (отчёт) | Макларен 15′ |

| Ирландия                             | 2:1     | Уэльс           |
| ------------------------------------ | ------- | --------------- |
| - Стивенсон 36′ - Дохерти 77′ (пен.) | (отчёт) | Форд 27′ (пен.) |

## Победитель
| Победитель Домашнего чемпионата 1946/47 |
| Англия Двадцать седьмой титул           |

## Состав победителей
Сборная Англии
Главный тренер:  Уолтер Уинтерботтом
| Поз. | Игрок              | Дата рождения    | Игры | Голы | Минуты | ИРЛ | УЭЛ | ШОТ | Клуб                    |
| ---- | ------------------ | ---------------- | ---- | ---- | ------ | --- | --- | --- | ----------------------- |
| Вр   | Фрэнк Свифт        | 24 декабря 1913  | 3    | 0    | 270    | 90  | 90  | 90  | Манчестер Сити          |
| Защ  | Лори Скотт         | 23 апреля 1917   | 3    | 0    | 270    | 90  | 90  | 90  | Арсенал                 |
| Защ  | Джордж Хардуик (к) | 2 февраля 1920   | 3    | 0    | 270    | 90  | 90  | 90  | Мидлсбро                |
| Хав  | Билли Райт         | 6 февраля 1924   | 3    | 0    | 270    | 90  | 90  | 90  | Вулверхэмптон Уондерерс |
| Хав  | Нил Франклин       | 24 января 1922   | 3    | 0    | 270    | 90  | 90  | 90  | Сток Сити               |
| Хав  | Генри Коберн       | 14 сентября 1921 | 2    | 0    | 180    | 90  | 90  | −   | Манчестер Юнайтед       |
| Хав  | Гарри Джонстон     | 26 сентября 1919 | 1    | 0    | 90     | −   | −   | 90  | Блэкпул                 |
| Нап  | Том Финни          | 5 апреля 1922    | 2    | 1    | 180    | 90  | 90  | −   | Престон Норт Энд        |
| Нап  | Рейч Картер        | 21 декабря 1913  | 3    | 2    | 270    | 90  | 90  | 90  | Дерби Каунти            |
| Нап  | Томми Лоутон       | 6 октября 1919   | 3    | 2    | 270    | 90  | 90  | 90  | Челси                   |
| Нап  | Уилф Мэннион       | 16 мая 1918      | 3    | 5    | 270    | 90  | 90  | 90  | Мидлсбро                |
| Нап  | Бобби Лангтон      | 8 сентября 1918  | 2    | 1    | 180    | 90  | 90  | −   | Блэкберн Роверс         |
| Нап  | Джимми Маллен      | 6 января 1923    | 1    | 0    | 90     | −   | −   | 90  | Вулверхэмптон Уондерерс |

## Бомбардиры
- 5 голов
  -  Уилф Мэннион

- 2 гола
  -  Томми Лоутон
  -  Рейч Картер
  -  Норман Локхарт[англ.]
  -  Тревор Форд